# Priaposz
Priaposz (ógörögül: Πρίαπος) termékenységisten a görög mitológiában.

## Története

### Származása
Aphrodité és Dionüszosz fia. Apja a megfoganása után Indiába ment és távollétében Aphrodité megcsalta a bor és mámor istenét. Héra ezen felháborodva intézte úgy, hogy a szerelem istennője torz gyermeket hozzon világra. Priaposz testét aránytalan méretű hímvessző éktelenítette el. Bár anyja magára hagyta, Lampszakosz lakói felnevelték, majd elterjesztették isteni kultuszát. Priaposz a szőlő és gyümölcsösök védnöke lett, amikben szokás volt kis méretű szobrát (amely sokszor nem is volt más, mint egy nagy felmeredő fallosz) felállítani. Az ókori Görögországban szobra a termékenység jelképe volt. Valódi szobrain kötényt viselt, ami gyümölccsel volt telve, kezeiben pedig metszőkést és bőségszarut tartott.

### Lótisz
Lótisz, egy nimfa vágyat gerjesztett az istenben, de közeledését nem fogadta, ezért Priaposz egy éjszaka akarta magáévá tenni az alvó nőt, azonban a közelben lévő Szilénosz szamara elordította magát. A szamár hangjára felriadók kinevették felsülését. Haragjában az isten agyonütötte a szamarat, Lótiszt pedig lótuszfává változtatta.

## Irodalmi feldolgozás
A Lótisz és Priaposz között lejátszódó eseményeket Ovidius örökítette meg két művében is. Ezek közül az egyik az Átváltozások, a másik pedig a Római naptár. Utóbbiban fejti ki azt a nézetet, hogy a Lótisz incidens miatt áldoznak szamarat az istennek. A neki szánt sikamlós, latin költeményeket összefoglaló gyűjtemény pedig a Priapeia címet kapta. Ez tartalmazza többek között Catullus és Tibullus verseit is.

## Művészeti alkotásokon

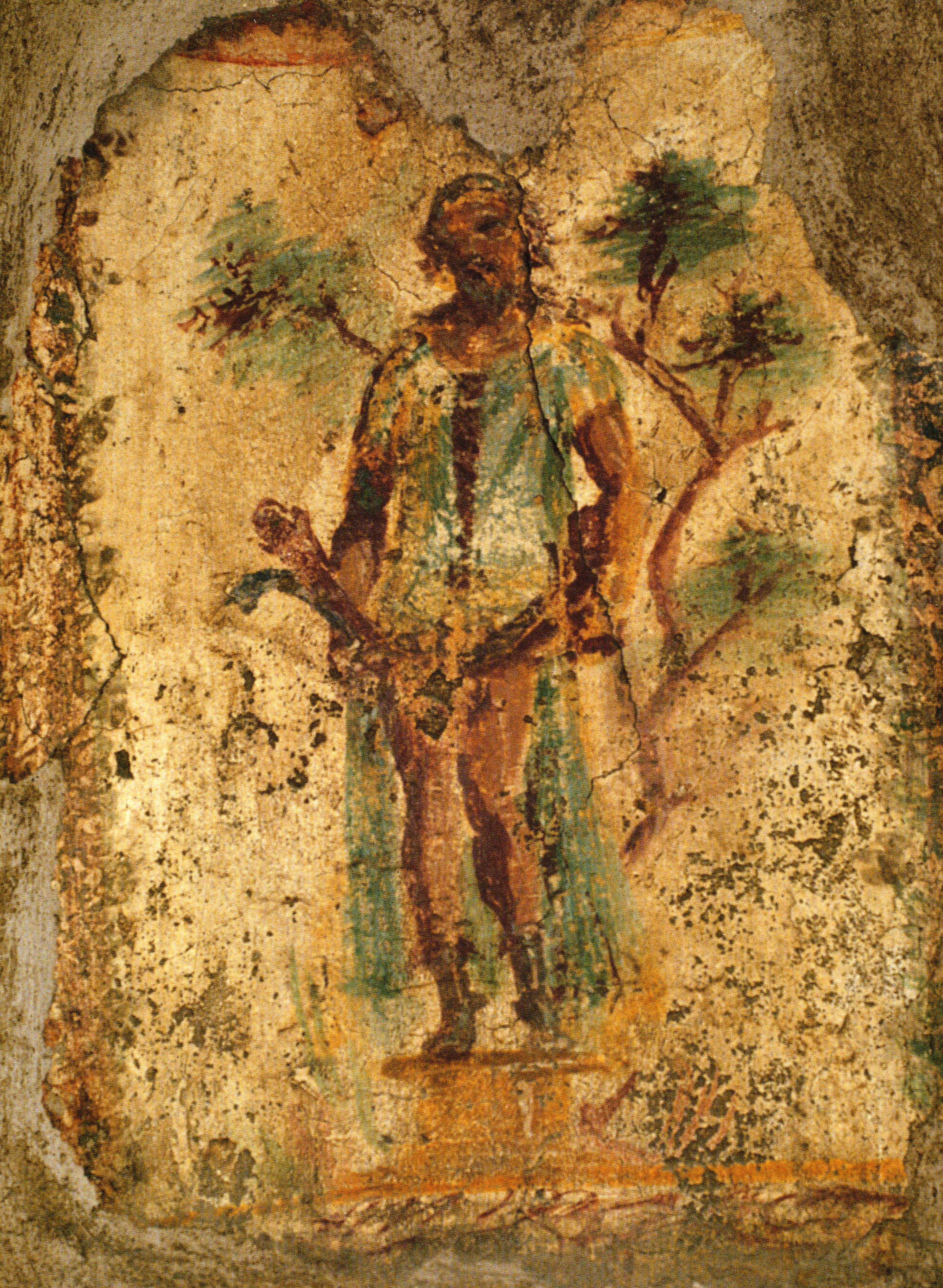
Pompeii freskón

Több freskón és egyéb képzőművészeti alkotáson is fennmaradt. Ezek legtöbbjén szamárháton ülve látható Dionüszosz kíséretében.

## Közéletben
Az orvosi szaknyelvben priapizmus az elnevezése a kórosan hosszan tartó erekciónak.